# Дранов Сергій Геннадійович
Сергій Геннадійович Дранов (нар. 1 вересня 1977, Севастополь) — український футболіст, нападник. З 2014 року також має російський паспорт.

## Кар'єра гравця
Вихованець севастопольського футболу. Починав займатися футболом перед тим як пішов у перший клас у команді під керівництвом Олександра Вікторовича Котова. Через певний час перейшов в юнацьку команду «Вікторія», яку тренував Євген Репенков. Разом з «Вікторією» став переможцем першого чемпіонату України серед школярів 1977 року народження у Тернополі. Встановив рекорд «Вікторії» за забитими голами — 596 (за іншими даними 594).
Тренер — Б. З. Байтман. У дорослому футболі починав грати за севастопольську «Чайку». 1995 року молодого форварда — бронзового призера чемпіонату Європи серед юніорів — запросили до донецького «Шахтаря». 1 червня 1995 року у грі з «Кривбасом» відбувся дебют Сергія у вищій лізі чемпіонату України, а вже 23 червня у гостьовій грі з «Чорноморцем», після виходу на заміну, забив перший м'яч за «гірників», який приніс команді нічию.
У 1996 році після одного з неофіційних турнірів, що проходив в Іспанії, де «Шахтар» посів друге місце, Сергія хотів бачити в своїх рядах тренерський штаб італійської «Фіорентіни». Однак з донецької команди гравця не відпустили.
У 1997 році отримав серйозну травму коліна. Довго лікувався, потім відновлювався, але повернути колишню форму так і не зміг. Був відправлений по орендах. Пограв у командах «Сталь» (Алчевськ), «Миколаїв» та «Дніпро».
З 1999 по 2003 рік виступав у донецькому «Металурзі». Двічі ставав бронзовим призером чемпіонату України (2001/02, 2002/03). У 2004 році перейшов в «Кривбас», де й завершив кар'єру футболіста.

## Кар'єра в збірних
Виступав в юніорській та молодіжній збірних України. У 1994 році грав у фінальній частині юнацького чемпіонату Європи. У групі українці за різницею забитих і пропущених м'ячів поступилися майбутньому чемпіону турніру — турецькій збірній. Вийшли в плей-оф чемпіонату. В 1/4 фіналу і серії післяматчевих пенальті була обіграна збірна Англії — 7:6. У півфіналі, також у серії післяматчевих, пенальті поступилися данцям — 3:5. 8 травня 1994 року в столиці Ірландії Дубліні, в матчі за третє місце Українські юніори зустрілися з ровесниками з Австрії і зуміли їх впевнено переграти — 2:0.
Грав у молодіжній збірній Віктора Колотова, складеної з хлопців 1977 року народження і молодше, яку в кінці циклу прийняв Володимир Онищенко. З 6 м'ячами Дранов ставав кращим бомбардиром українців у відборі до молодіжного Euro-2000.

## Тренерська діяльність
Перейшов на тренерську роботу. Працював тренером дитячо-юнацької команди «Севастополя» 1995 року народження (U-16). З липня 2011 роки тренував дубль сімферопольської «Таврії». Після звільнення з посади старшого тренера молодіжного складу «Таврії» Сергій Геннадійович продовжив роботу в структурі клубу на іншій посаді. В даний час — тренер команди ФК «Севастополь» 1999 року народження (U-15). Після окупації Російською Федерацією Кримського півострова в 2014 році отримав російський паспорт.